# Oxbacken, Nyköpings kommun
Oxbacken är en stadsdel i Nyköping, tidigare tätort. Tätorten hade 499 invånare (2018) och det håller på att byggas ny bostäder. Området ligger norr om centrala Nyköping och avskiljs från resten av staden av E4. I samband med uppdateringen av tätorterna 2010 slogs Oxbacken ihop med Nyköping.

## Befolkningsutveckling
| Befolkningsutvecklingen i Oxbacken 1990–2005                  | Befolkningsutvecklingen i Oxbacken 1990–2005 | Befolkningsutvecklingen i Oxbacken 1990–2005 | Befolkningsutvecklingen i Oxbacken 1990–2005 | Befolkningsutvecklingen i Oxbacken 1990–2005 |
| ------------------------------------------------------------- | -------------------------------------------- | -------------------------------------------- | -------------------------------------------- | -------------------------------------------- |
|                                                               |                                              |                                              |                                              |                                              |
| År                                                            |                                              |                                              | Folkmängd                                    | Areal (ha)                                   |
| 1990                                                          | 1990                                         |                                              | 217                                          | 18                                           |
| 1995                                                          | 1995                                         |                                              | 231                                          | 18                                           |
| 2000                                                          | 2000                                         |                                              | 233                                          | 18                                           |
| 2005                                                          | 2005                                         |                                              | 220                                          | 18                                           |
| Anm.: Ny tätort 1990. Sammanvuxen med tätorten Nyköping 2010. |                                              |                                              |                                              |                                              |